# Ulrich Wenger
Ulrich «Ueli» Wenger (* 28. Mai 1944) ist ein ehemaliger Schweizer Skilangläufer.

## Werdegang
Wenger, der für den GG Bern, den SC Obergoms und den SC Sangernboden startete, nahm bis 1964 an Juniorenrennen teil. Dabei wurde er 1964 in St. Moritz Juniorenmeister über 8 km. In der Saison 1964/65 siegte er beim nationalen Rennen in Saanen über 15 km und bei den Schweizer Hochschulmeisterschaften in Villars über 13 km. Auch im folgenden Jahr wurde er Hochschulmeister über 12 km und mit der Staffel. Bei der Winter-Universiade 1966 in Sestriere belegte er den 22. Platz über 15 km und den sechsten Rang mit der Staffel. Nach Platz eins in Stechelberg zu Beginn der Saison 1966/67 holte er bei den Schweizer Skimeisterschaften 1967 Silber über 30 km und gewann erneut bei den Schweizer Hochschulmeisterschaften in Les Diablerets. In der Saison 1967/68 kam er bei der Winter-Universiade 1968 in Innsbruck auf den 14. Rang über 15 km, beim internationalen Rennen in Le Brassus auf den 20. Platz über 15 km und holte bei den Schweizer Skimeisterschaften 1968 Silber über 50 km. Nach Platz sechs beim internationalen Staffellauf in St. Moritz zu Beginn der Saison 1968/69 siegte er in Grindelwald über 12 km und errang in Entlebuch den zweiten Platz über 12 km. Bei den Schweizer Skimeisterschaften 1969 wurde er Vierter über 30 km und Dritter über 15 km. Anfang März 1969 nahm er an den Schweizer Militärmeisterschaften in Andermatt teil. Dabei stürzte er beim Patrouillenlauf und brach sich die Kniescheibe, die ihm entfernt werden musste. Nach seinem Unfall absolvierte er eine Ausbildung zum Verbandstrainer und wurde zu Beginn der Saison 1969/70 Nationaltrainer der Schweizer Skilangläufer. Zudem begann er wieder selbst zu trainieren und startete erstmals wieder im Dezember 1969 auf dem Zugerberg, wo er den dritten Platz über 15 km belegte. Es folgten der zweite Rang in Entlebuch über 12 km und der siebte Rang bei den Schweizer Skimeisterschaften 1970 über 15 km. Im März 1970 kam er bei den Svenska Skidspelen in Falun auf den sechsten Platz mit der Staffel und wurde in Flims Schweizer Hochschulmeister über 30 km und mit der Berner Staffel. Nach der Saison trat er sein Traineramt an Josef Haas ab.
Zu Beginn der Saison 1970/71 lief Wenger in St. Moritz auf den vierten Platz mit der Schweizer Staffel und siegte in Därlingen über 12 km. Bei den Schweizer Skimeisterschaften 1971 holte er Silber über 50 km und errang den siebten Platz über 15 km und den vierten Platz über 30 km. Nach Platz sieben über 14 km in Splügen, wo er erstmals für den SC Obergoms an den Start ging, holte er bei den Schweizer Skimeisterschaften 1972 die Silbermedaille mit der Staffel. Er wurde daraufhin für die Olympischen Winterspiele in Sapporo nominiert, wo er den 14. Platz über 50 km belegte. Bei der Winter-Universiade 1972 in Lake Placid gewann er die Bronzemedaille über 30 km. Ausserdem errang er dort den achten Platz über 15 km und den vierten Platz mit der Staffel. Für die Saison 1972/73 trat er aus der Nationalmannschaft aus und wurde Trainer der spanischen Skilangläufer. Bei den Schweizer Skimeisterschaften 1973 gewann er Gold mit der Staffel und bei den Schweizer Hochschulmeisterschaften 1973 Gold über 15 km. Auch 1974 und 1975 triumphierte er mit der Obergommer Staffel und holte damit seine letzten Medaillen bei Schweizer Meisterschaften. Zudem trainierte er in der Saison 1974/75 das Schweizer Team. Bei den Schweizer Skimeisterschaften 1979 und den Schweizer Skimeisterschaften 1981 trat er nochmals für den SC Sangernboden an, wo er die Plätze vier und sechs mit der Staffel belegte.